# José Mariano Elízaga
José Mariano Elízaga (Morelia, 27 de setembre de 1786 - 2 d'octubre de 1842) fou un compositor i organista mexicà.
Als cinc anys donà proves de gran precocitat, i fou pensionat per passar a Mèxic per fer els seus estudis, però no va poder romandre gaire temps a la capital del país per tenir els seus pares de retornar a Morelia. En aquesta ciutat mou deixeble de José María Carrasco, mestre de música del capítol eclesiàstic, i més tard tornà a Mèxic, aconseguint als tretze anys la plaça de tercer organista de la catedral de la seva ciutat natal, i al renunciar Carrasco, el seu antic mestre, al càrrec de primer organista, Elizaga el substituí.
Fou mestre de Ana María Huarte, esposa d'Iturbide, i quan aquest fou proclamat emperador, el nomenà director de la capella imperial, sent després, de 1827 a 1830, mestre de capella de la catedral de Guadalajara, i més endavant, altra volta organista de Morelia. També dirigí la primera societat filharmònica que hi havia a Mèxic. Les seves obres es distingiren per la seva inspiració i bon gust, i entre elles es poden citar diverses Misses, un Miserere, Maitines, un Responsori, una Lamentació i altres menys importants.